# Del olvido al no me acuerdo
Del olvido al no me acuerdo és una pel·lícula sota la direcció i direcció de Juan Carlos Rulfo amb la producció de La media luna producciones i coproducció de l'Instituto de Cinematografía estrenada al març de 1999. Les localitzacions on va ser rodada són l'estat d'Hidalgo, Estat de Tlaxcala, Jalisco, Puebla, Oaxaca i algunes zones frontereres tant del sud com el nord de la República Mexicana.

## Sinopsi
En la cerca del seu pare, Juan Carlos Rulfo, viatja als plans de Jalisco, origen de la seva família paterna. Com era? què deia? què feia? van ser les preguntes clau que el va portar a recórrer pobles com Sayula i Tonaya, entre d'altres. Durant el recorregut, el fill va recol·lectar fragments imprecisos sobre el seu pare l'autor de Pedro Páramo, Juan Rulfo. Tota la mescla dels testimoniatges difusos (per exemple els de Juan José Arreola i fins i tot els de Clara Aparicio, esposa de l'escriptor) i els paisatges pobletans, recrea un trencaclosques visualment poètic, per aquesta raó el documental es converteix en docuficció.

## Repartiment
- Justo Peralta.
- Rebeca Jiménez.
- Jesús Ramírez.
- Juan José Arreola.
- Manuel Cosío.
- Clara Aparicio de Rulfo.
- Aurora Arámbula de Michel.
- Juan Michel.
- Eloísa Partida de Peralta.
- Cirilo Gallardo.
- Fausta Campos.
- Consuelo Reyes
- Los Maclovios.
- Víctor Parra.
- Alberto El triste.
- José González.

## Premis i nominacions
- Nominada al Goya a la millor pel·lícula estrangera de parla hispana (1999)[3]
- Premis Ariel: millor òpera prima, so, fotografia i edició.[4]
- Festival Internacional de Cinema de Guadalajara 1999 (Premi OCIC)
- Festival Internacional del Nou Cinema Llatinoamericà de l'Havana: 1999 (Premi Coral i Gran Coral)